# 吉開寛二
吉開 寛二（よしかい かんじ、1973年1月5日）は、日本の漫画家。熊本県出身。25年間の東京都での生活を経て2024年3月故郷の熊本に戻る。血液型はA型。教員免許を持っている。既婚。
「吉」の正確な表記は「」（「土」の下に「口」、つちよし）である。

## 概要
10歳から、画家である父と兄、そして尊敬する植田まさしの『コボちゃん』の影響で漫画家を目指す。
南関高校3年の夏に上京して、講談社の『週刊少年マガジン』と『週刊ヤングマガジン』、集英社の『週刊少年ジャンプ』、秋田書店の『週刊少年チャンピオン』の4誌に持ち込みした。いずれの雑誌でも認められず、『少年ジャンプ』の編集者からは「君の漫画は少年誌ではなく青年誌向けだ」とアドバイスを受けた。
それでもあきらめきれずに、最後に小学館の『週刊少年サンデー』主催の第5回コミックグランプリに応募した「変人さんいらっしゃい」が入選。19歳でデビューを果たしたが、念願の掲載には至らなかった。
高校卒業後は九州産業大学芸術学部美術学科に入学。大学では漫画サークル（漫画研究会）に所属。1993年に『月刊アフタヌーン』主催のアフタヌーン四季賞（1993年・冬）に応募した「孤独の音」が準入選を受賞したが、これも掲載には至らなかった。なお、同作品は『アフタヌーン四季賞CHRONICLE』に収録されている（同書籍の4分冊のうち『夏』に収録。分冊における四季は、賞の季節とは関係なく、時期順に春・夏・秋・冬に収録されているため、通常で言えば「第2巻」に相当）。
大学を卒業した後はいったん母校の南関高校の教諭となるも、引き続き漫画家としての夢を持ち続け、今度は青年誌に変更して『モーニング』に投稿した「しげんとゆきみで」で第34回ちばてつや賞一般部門にて大賞を受賞し、審査員のちばてつやから絶賛された。そのために上京して、本格的な漫画家として活動することになった。
2000年に『モーニング』で『たぢからお』を連載、翌2001年は『イブニング』で『思い出の味 大陸食堂』を連載した。2004年に『MiChao!』で『緊急出動! SENRi119』をネット掲載した。
以後は、日本文芸社に移り、2009年から『食漫』で『丼なモンダイ!』の連載を始め、2011年に終了した。2012年から『漫画サンデー』（実業之日本社）で読切を経て、『感涙食堂』を連載した。2014年にスマートフォンで掲載される『コミックスマート・コミックGANMA!』にて「吉開かんじ」名義で初のサスペンス漫画の『リセット・ゲーム』の連載開始をした。
彼の漫画は地元の九州を舞台としたテーマの作品が多いことが特徴である（『思い出の味 大陸食堂』を除く）。
趣味は映画と料理。また、中学時代からジョン・ウィリアムズと中島みゆきのファンでもある。

## 作品リスト
- たぢからお（原作：毛利甚八、モーニング、講談社、全4巻）
- 思い出の味 大陸食堂（原作：西村ミツル、イブニング、講談社、全4巻）
- 緊急出動! SENRi119（MiChao!、講談社、全4巻）
- 赤紙（原作：二橋進吾、週刊コミックバンチ、新潮社、読切）
- 丼なモンダイ!（原作：花形怜、食漫、日本文芸社）
- 感涙食堂（漫画サンデー、実業之日本社、読切）：『感涙食堂』（生活文化出版）で優秀賞を受けた実話の『瓦礫と小さな命とビーフシチュー』をコミカライズ
- リセット・ゲーム（コミックスマート・コミックGANMA!）※吉開かんじ名義。